# Beka (Puck)
Beka  (deutsch Beka, kaschubisch Békô)  ist ein Dorf in der Landgemeinde Puck im Kreis Puck in der polnischen Woiwodschaft Pommern. 

## Geographische Lage
Das Dorf liegt südlich der Stadt Puck am südöstlichen Rand der Landgemeinde Puck. Südlich fließt die Reda (deutsch Rheda), ein  51 Kilometer langer Küstenfluss.